# 富加龙
富加龙（法語：Fougaron，法語發音：[fuɡaʁɔ̃]）是法国上加龙省的一个市镇，属于圣戈当区。

## 地理
富加龙（42°59'13"N, 0°55'53"E）面积9.14 平方千米，位于法国奧克西塔尼大區上加龙省，该省份为法国西南部内陆省份，西南端与西班牙接壤，自此顺时针与上比利牛斯省、热尔省、塔恩-加龙省、塔恩省、奥德省和阿列日省接壤。
与富加龙接壤的市镇（或旧市镇、城区）包括：比藏、圣让迪卡斯蒂约奈、阿尔巴、埃朗、蒙塔斯特吕克-德萨利、于罗。

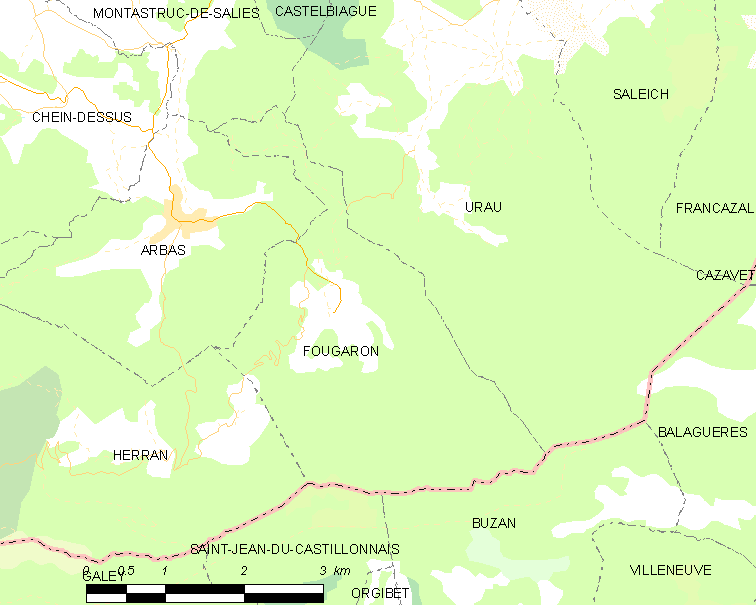
富加龙的OSM定位图

富加龙的时区为UTC+01:00、UTC+02:00（夏令时）。

## 行政
富加龙的邮政编码为31160，INSEE市镇编码为31191。

## 政治
富加龙所属的省级选区为巴涅尔德吕雄县。

## 人口

1962-2008年间富加龙人口变化图示

富加龙于2022年1月1日时的人口数量为109人。